# KK Konjice
O Košarkarski Klub Slovenske Konjice (em português:  Basquetebol Clube Slovenske Konjice), conhecido também apenas como Konjice, é um clube de basquetebol baseado em Slovenske Konjice, Eslovênia que atualmente disputa a 2.SKL. Manda seus jogos no SD Konjice.

## Histórico de Temporadas
| Temporada | Nível | Liga  | Pos. | J    | PL | Resultado | Competições europeias |
| --------- | ----- | ----- | ---- | ---- | -- | --------- | --------------------- |
| 2015-16   | 2     | 2.SKL | 9    | 9-13 |    |           |                       |
| 2016-17   | 2     | 2.SKL | 8    | 9-13 |    |           |                       |
| 2017-18   | 2     | 2.SKL |      |      |    |           |                       |

fonte:eurobasket.com